# Магнус Абелвик Ред
Магнус Абелвик Ред (норв. Magnus Abelvik Rød; Осло, 7. јул 1997) професионални је норвешки рукометаш и репрезентативац који тренутно игра у Бундеслиги Немачке за Фленсбург Хандевит на позицији десног бека.
Ред је своју професионалну каријеру започео 2013. године у Норвешкој у клубу Бекелагетс где је играо све до 2017. године када је прешао у немачку Бундеслигу потписавши уговор са Фленсбургом са којим је освојио првенство 2017. и 2018. године. На лето 2023. вратиће се у Норвешку где је потписао уговор са Колштадом, новим рукометним пројектом, чију ће окосницу чинити играчи са Скандинавије и домаћи играчи Торбјерн Бергеруд, Магнус Гулеруд, Геран Јоханесен и светски суперстар Сандер Сагосен.
За Норвешку репрезентацију дебитовао је 2016. године са којом је освојио сребро на Светском првенству  2017. и 2019. и бронзу на Европском првенству 2020. године.

## Клупски профеји

### Фленсбург Хандевит
- Бундеслига Немачке: 2018, 2019.
- Суперкуп Немачке: 2019.